# Game Boy Pocket
Game Boy Pocket — обновленная версия карманной игровой приставки Game Boy от компании Nintendo, представленная в 1996 году. Он был меньше в размерах на 30%, чем свой предшественник, но с экраном большего размера. Использовал две батареи AAA, тогда как в Game Boy применялись 4 батареи AA. Время работы снизилось с 30 часов до 10 часов.

## Характеристики
В Game Boy Pocket использовался такой же процессор, что и в Game Boy, 8-битный MGB с частотой 4.19 МГц, объем ОЗУ составлял 8 килобайт. Размеры устройства 127.6 x 77,6×25.3 мм (у оригинальной версии — 148 x 90 x 32 мм), вес 125 грамм (220 грамм). Монохромный ЖК экран 4,8 x 4,4 см с разрешением 160 x 144 точек. Динамики и разъем TRS 3.5 мм для подключения стереонаушников.